# Franz Hübotter

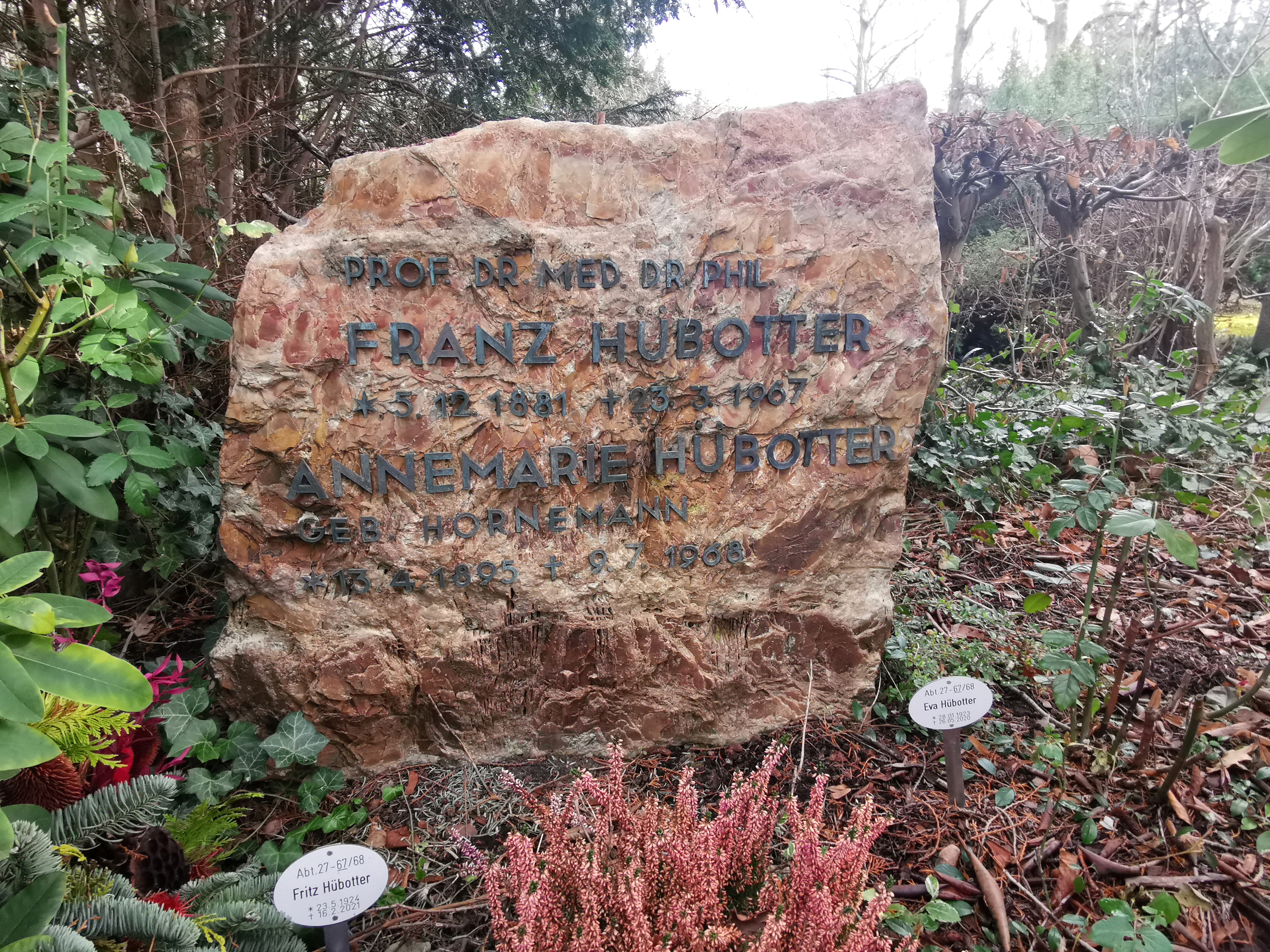
Grabstelle auf dem Friedhof Schöneberg II in der Eythstraße (Abt. 58-3)

Franz Hübotter (* 5. Dezember 1881 in Weimar; † 23. März 1967 in Berlin) war ein deutscher Arzt, Sinologe und Medizinhistoriker. Er lebte nach dem Ersten Weltkrieg als Arzt 4 Jahre lang in Kumamoto/Japan. Ab 1925 arbeitete Hübotter als Arzt mit Unterbrechungen in  Tsingtau/China anfangs in einem protestantischen Missionskrankenhaus, später in einem eigenen Hospital. Als Mitglied einer buddhistischen Gemeinde wurde er 1951 von den chinesischen Kommunisten verhaftet, zum Tode verurteilt, jedoch später begnadigt und kehrte 1953 nach Deutschland zurück, wo er mit über 70 Jahren bis zu seinem Tod die alten chinesischen Heilmethoden Akupunktur und Moxibustion in eigener Praxis anwendete.
Neben seiner ärztlichen Praxis war er als Honorarprofessor an der Freien Universität Berlin tätig und unterrichtete einen kleinen Kreis von Schülern in der Traditionellen Chinesischen Medizin und deren Geschichte. Er hinterließ eine beträchtliche Anzahl von Arbeiten aus seinem Spezialgebiet, der Erforschung der chinesischen Medizingeschichte. Sein bekanntestes Werk ist Die chinesische Medizin zu Beginn des XX. Jahrhunderts und ihr historischer Entwicklungsgang (1929). Große Verdienste erwarb er sich auch – zusammen mit Haberling und Vierordt – bei der Herausgabe der fünf-bändigen 2. Auflage des von August Hirsch begründeten Biographischen Lexikons der hervorragenden Ärzte aller Zeiten und Völker.

## Werke (Auswahl)
- Aus den Plänen der kämpfenden Reiche nebst den entsprechenden Biographien des Si ma quian 司 馬 迁. Diss. phil. Berlin 1912.
- Shou shi bian 寿 世 编. Ein chinesisches Lehrbuch der Geburtshülfe. Berlin/Wien 1913.
- Beiträge zur Kenntnis der chinesischen sowie der tibetisch-mongolischen Pharmakologie. Berlin/Wien 1913 (Digitalisat)
- Berühmte chinesische Ärzte. In: Archiv für Geschichte der Medizin. Bd. 7 (1913/14), S. 113–128.
- 3000 Jahre Medizin. Ein geschichtlicher Grundriss, umfassend die Zeit zwischen Homer bis zur Gegenwart, unter besonderer Berücksichtigung der Zusammenhänge zwischen Medizin und Philosophie. Oscar Rothacker, Berlin 1920 (Digitalisat)
- Zwei berühmte chinesische Ärzte des Altertums Chun yu yi 渟 于 意 und Hua tuo 华 佗. In: Mitteilungen der Deutschen Gesellschaft für Natur- und Völkerkunde Ostasiens. Bd. 21 (1926), S. 1–48 (Digitalisat)
- Zwei tibetische Textfragmente medizinischen Inhalts aus Turfan. In: Festschrift Max Neuburger. Internationale Beiträge zur Geschichte der Medizin. Wien 1928, S. 188–191.
- Die chinesische Medizin zu Beginn des XX. Jahrhunderts und ihr historischer Entwicklungsgang. Asia major, Leipzig 1929.
- mit Wilhelm Haberling und Hermann Vierordt (Hrsg.): Biographisches Lexikon der hervorragenden Ärzte aller Zeiten und Völker. 2. Auflage, 5 Bde., Urban & Schwarzenberg: Berlin & Wien 1929–1935; 3. (unveränderte) Auflage, Urban & Schwarzenberg: München & Berlin 1962
- Chinesische Medizin. In: Ciba-Zeitschrift. Bd. 8 (1959), S. 3109–3137.
- 50 Jahre ärztliche Praxiserfahrung als Ergänzung zu den medizinischen Lehrbüchern. Selbstverlag, Berlin 1960.
- Jia yi jing 甲 乙 经. Berlin 1964.